# L'Alcora
L'Alcora är en ort i Spanien.   Den ligger i provinsen Província de Castelló och regionen Valencia, i den östra delen av landet, 300 km öster om huvudstaden Madrid. L'Alcora ligger 236 meter över havet och antalet invånare är 11 150.
Terrängen runt L'Alcora är kuperad åt nordväst, men åt sydost är den platt. Runt L'Alcora är det ganska tätbefolkat, med 70 invånare per kvadratkilometer. Närmaste större samhälle är Castelló de la Plana, 15,6 km sydost om L'Alcora. Omgivningarna runt L'Alcora är i huvudsak ett öppet busklandskap.